# Maurice de Nassau
Pour les articles homonymes, voir Maurice et Maurice d’Orange-Nassau.
Maurice de Nassau (en néerlandais : Maurits van Nassau), prince d'Orange à partir de 1618, né le 14 novembre 1567 et mort le 23 avril 1625, est un noble germano-néerlandais, fils de Guillaume d'Orange-Nassau, dit « Guillaume le Taciturne ».
Stathouder de Hollande et de Zélande dès 1585, Maurice de Nassau est placé à la tête de l'armée des Provinces-Unies en 1587, après l'échec du général anglais Robert Dudley. Maurice poursuit l'œuvre de son père et contribue largement à la survie et à l'essor des Provinces-Unies, qui deviennent une grande puissance dès le début du XVIIe siècle, bien avant que le roi d'Espagne reconnaisse leur indépendance en 1648 (traité de Münster).
Jouissant d'une grande renommée en tant que stratège, il s'est aussi efforcé de faire revivre les doctrines militaires de Végèce et a été pionnier des nouvelles formes d'armement et du drill. En 1598, une escadre hollandaise a donné son prénom à l'île Maurice.

## Biographie

### Origines familiales
Il est le fils du prince Guillaume Ier d’Orange-Nassau (1533-1584) et d'Anne de Saxe (1544-1577), fille du prince-électeur Maurice de Saxe (1521-1553).
Maurice de Nassau est prince-souverain d'Orange en 1618, à la suite de la mort de son frère aîné, Philippe Guillaume (1554 – 1618), fils de Guillaume d'Orange et d'Anne d'Egmont, sa première épouse.

### Formation
Maurice passe sa première enfance (1567-1576) au château de Dillenbourg (en Hesse-Nassau, dans le Saint-Empire), où il est élevé par son oncle Jean VI de Nassau, car son père mène la guerre contre Philippe II, installé à Delft à partir de 1572.
Son oncle a une influence majeure sur le développement personnel de Maurice. À cette époque, il apprend les rudiments du pouvoir à travers des cours de religion, d'histoire, de français et de latin, en plus de sa langue maternelle, l'allemand. Il est initié aussi aux arts de la noblesse avec l'apprentissage des armes et du cheval.
En 1576, il part faire ses études secondaires avec quatre de ses cousins. Il étudie d'abord à Heidelberg dans le pays calviniste du Palatinat, puis part pour les Pays-Bas en 1577.
Au château de Nassau (en) à Breda, il reçoit une éducation néerlandaise avec son cousin Philippe de Nassau-Dillenbourg.
En 1582, Maurice devient étudiant à l'université de Leyde, fondée en 1575 comme université des provinces insurgées, aux frais des États de Hollande, de Zélande et d'Utrecht. Il est formé notamment par le célèbre humaniste, philologue et historiographe Juste Lipse, qui lui enseigne l'histoire et le néo-stoïcisme, mais aussi par Willebrord Snell qui lui enseigne les mathématiques, une matière qui fascine[réf. nécessaire] Maurice.
Il est à Leyde lorsque son père Guillaume Ier d'Orange-Nassau est assassiné en juillet 1584 par Balthazar Gérard, un catholique comtois au service de Philippe II.

### Débuts au service des Provinces-Unies
À cette date, les provinces insurgées, réunies en 1579 dans l'union d'Utrecht, ont en 1581 proclamé la déchéance de Philippe II de ses droits aux Pays-Bas, par l'acte de La Haye, point de départ d'un nouvel État européen, les Provinces-Unies. Mais la guerre se poursuit avec l'Espagne, et en 1582-1584, l'armée du gouverneur général Alexandre Farnèse progresse en Flandre et au Brabant : Gand, Malines et Bruxelles sont reprises. Au début de juillet 1584 commence le siège d'Anvers, qui tombera le 18 août 1585. Le 10 juillet 1584, Guillaume d'Orange est assassiné. La situation des Provinces-Unies est alors assez périlleuse.
Âgé de 17 ans, Maurice ne peut succéder à son père à la tête de l'armée des insurgés. Malgré sa jeunesse, il reçoit un siège au Conseil d'État. Il y a peu d'influence, mais ce siège lui permet de nourrir ses prétentions et son ambition : il aurait notamment dit « Tandem fit surculus arbor », (« Avec le temps, la pousse devient arbre »).
À peine âgé de 20 ans, il est nommé, grâce à l'influence de Jean Olden-Barnevelt, stathouder des provinces de Hollande et de Zélande, titre que détenait précédemment son père. Il obtint le même titre pour celles de Gueldre, d'Utrecht et d'Overijssel, en 1589 et 1590.

### Commandant en chef (à partir de 1588)

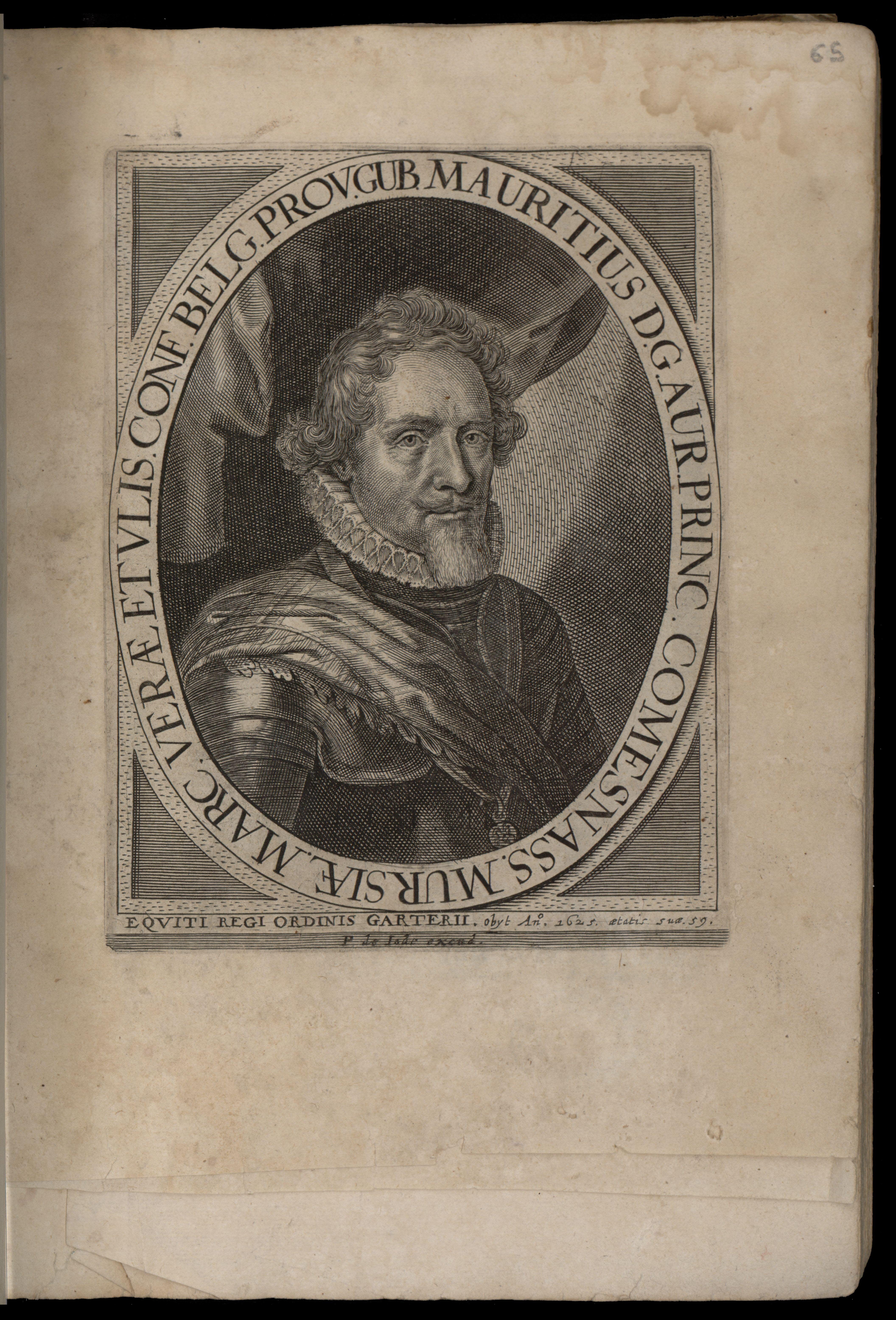
Portrait de Maurice de Nassau, prince d’Orange, gravé en taille-douce par Pieter de Jode le Jeune.

Les années 1585-1588 sont marquées par l'alliance établie entre les Provinces-Unies et l'Angleterre d'Elisabeth par le traité de Sans-Pareil (10 août 1585), conclu peu avant la prise d'Anvers par Alexandre Farnèse. Ce traité prévoit un corps expéditionnaire anglais, sous le commandement de Robert Dudley, qui doit devenir gouverneur général des Provinces-Unies. Le passage de Dudley à la tête des Provinces-Unies n'est pas très concluant (défaite de Zutphen, trahison de William Stanley). Aussi en 1587, les États généraux décident de le renvoyer en Angleterre, à un moment où Philippe II, considérant ce pays comme son ennemi principal, prépare l'expédition dite de l'Invincible Armada en y consacrant des ressources énormes, qui sont détournées de la guerre aux Pays-Bas.
Maurice est alors chargé de succéder au comte de Leicester. Il va justifier la confiance des États généraux par ses brillantes campagnes de 1590, 1591 et 1592. On peut notamment citer la prise de Deventer, de Nimègue (en) et de Groningue.
En 1596, il conclut avec la France et l'Angleterre l'alliance offensive et défensive dite de La Haye. Philippe II, vaincu en France (traité de Vervins) face au roi Henri IV, meurt en 1598. La guerre des Provinces-Unies contre les rois d'Espagne n'est pas terminée pour autant, mais la menace espagnole devient beaucoup moins forte.
Avec l'aide de son cousin Guillaume-Louis de Nassau, stathouder en Frise et Groningue, il réorganise son armée, il modernise l'entraînement de ses soldats et réduit leurs formations tactiques afin d'augmenter les effectifs. Grand stratège, Maurice transforme les Provinces-Unies en un véritable foyer d'innovations militaires, notamment avec une utilisation exacerbée du terrain, en particulier en Hollande et Zélande, ou encore avec une division des troupes en petites unités mobiles permettant un quadrillage de la région avec une possession soucieuse des digues, des plans d'eau et des écluses (la maîtrise des eaux étant centrale dans cette région).
Il sut s'entourer de collaborateurs précieux, au premier rang desquels il y a lieu de citer Simon Stevin.
Cependant, comme il n'était pas l'aîné des héritiers de son père, la principauté d'Orange lui échappa pour échoir à Philippe-Guillaume d'Orange.
Les contours actuels des Pays-Bas sont pour l'essentiel ceux issus des guerres menées par Maurice de Nassau : par les victoires de Turnhout (1597), de Nieuport (1600), par la prise de Rheinberg (1597 et 1601), de  Grave et de L’Écluse (1601 et 1604), il contribua puissamment, malgré quelques avantages concédés à l’Espagne, au triomphe de l’indépendance hollandaise, mais il fut arrêté dans ses succès par le traité d'Anvers (1609), conclu à l’instigation de Johan van Oldenbarnevelt.

### Prince d'Orange (1618-1625)

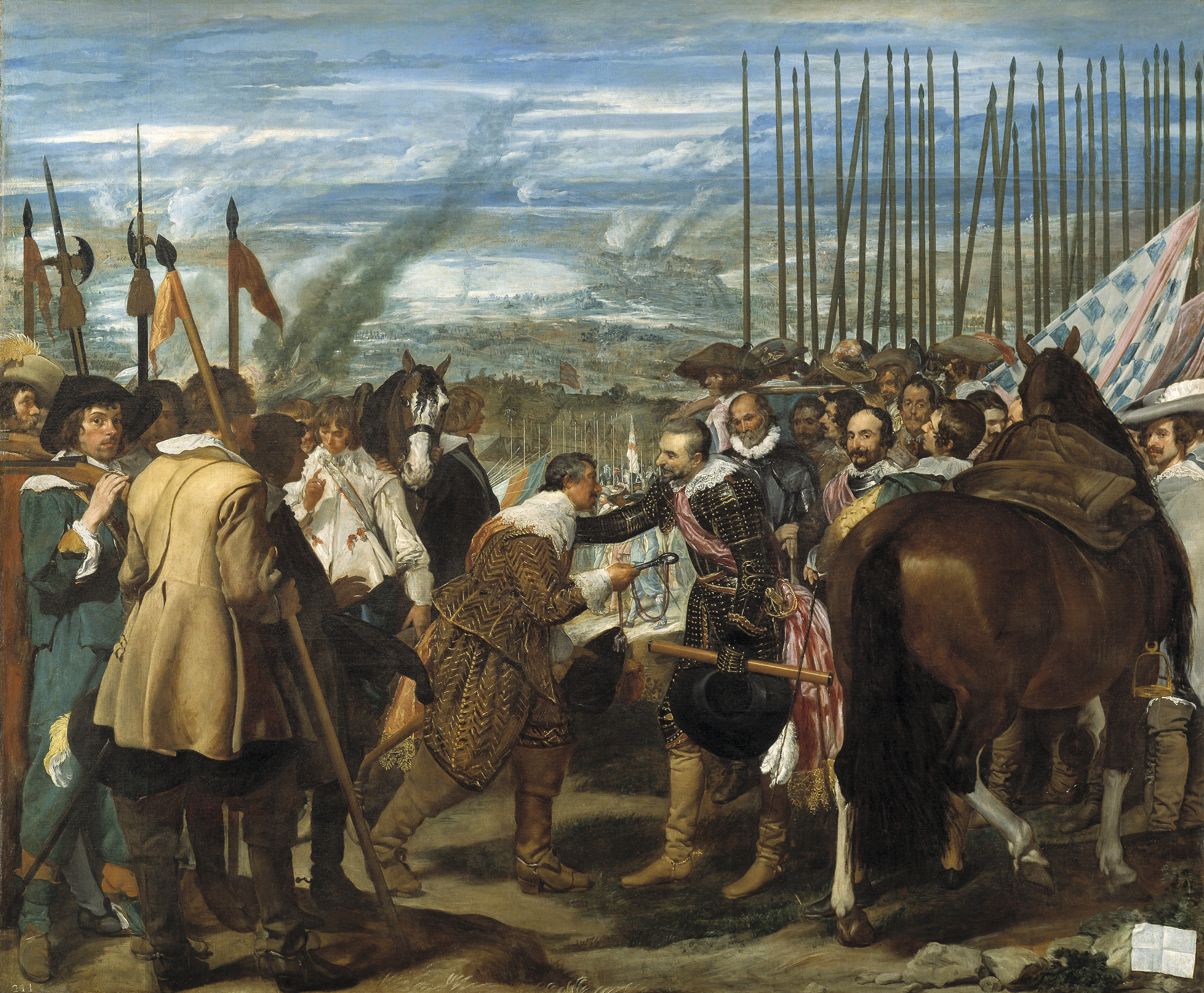
La Reddition de Breda, par Diego Vélasquez.

À la mort de son frère plus âgé, Philippe-Guillaume d'Orange, en février 1618, il obtint le titre de prince d'Orange.
Il aspire alors au pouvoir absolu, c'est-à-dire à ce que les insurgés, notamment son père, avaient refusé à Philippe II au début de l'insurrection en 1566-1568 : malgré la vive résistance de Johan van Oldenbarnevelt et d'Hugo de Groot, il fait sanctionner, par le synode de Dordrecht (1618) toutes les mesures contraires à son ambition. Il fait condamner à la mort, à l'exil ou à la confiscation des biens les chefs de l'opposition, notamment Johan van Oldenbarnevelt, condamné à mort en 1619.
II reprend en 1621 la guerre avec l'Espagne, mais ne peut ni faire lever le blocus de Bréda par Ambrogio Spinola (1624), ni reprendre Anvers (1625).
Maurice était un des premiers capitaines de son époque, mais il a laissé la réputation d'un homme ambitieux et froid. Ses victoires, notamment celle de Nieuport, en 1600, le placent comme le plus grand tacticien de son temps.

## Maurice de Nassau et l'île Maurice
Le nom de l'île Maurice vient du prénom de Maurice de Nassau. En 1598, une expédition néerlandaise composée de huit navires quitte le port de Texel (Pays-Bas) sous les ordres des amiraux Jacob Cornelisz van Neck et Wybrand van Warwijck en direction du sous-continent indien. Le 20 septembre, ils entrent dans une baie abritée à laquelle ils donnent le nom de « Port de Warwick » (le nom actuel est « Grand Port »). Ils débarquent et décident de nommer l'île « Prins Maurits van Nassaueiland », du nom du Prince Maurits (version latine : Maurice) de la Maison de Nassau, le stadtholder des provinces de la République néerlandaise à l'exception de la Frise, mais aussi du nom du navire principal de la flotte qui s'appelait « Mauritius ».

## Titres
- Stathouder de Hollande, Zélande, Utrecht, Gueldre, Overijssel et Groningue
- Marquis de Veere et Flessingue
- Comte de Nassau-Dillenburg, Buren, Leerdam, Katzenelnbogen et Vianden
- Vicomte d'Anvers
- Baron d'Aggeris, Bréda, Cranendonck, Pays de Cuijk, Daesburg, Eindhoven, Grave, De Lek, IJsselstein, Diest, Grimbergen, Herstal, Warneton, Beilstein, Bentheim-Lingen, Moers, Arlay et Nozeroy
- Seigneur de Dasburg, Mont-Sainte-Gertrude, Hooge en Lage Zwaluwe, Klundert, Montfort, Naaldwijk, Niervaart, Polanen, Steenbergen, Sint-Maartensdijk, Willemstad, Bütgenbach, Saint-Vith et Besançon.